# Burg Naabsiegenhofen
Die abgegangene Burg Naabsiegenhofen lag in Naabsiegenhofen, einem Gemeindeteil der oberpfälzischen Stadt Schwandorf im Landkreis Schwandorf. „Archäologische Befunde und Funde im Bereich der Kath. Filialkirche und ehem. Burgkapelle St. Salvator in Naabsiegenhofen, darunter die Spuren von älteren Bauphasen sowie der aufgelassene historische Ortsfriedhof“ werden als Bodendenkmal unter der Aktennummer D-3-6638-0107 geführt.

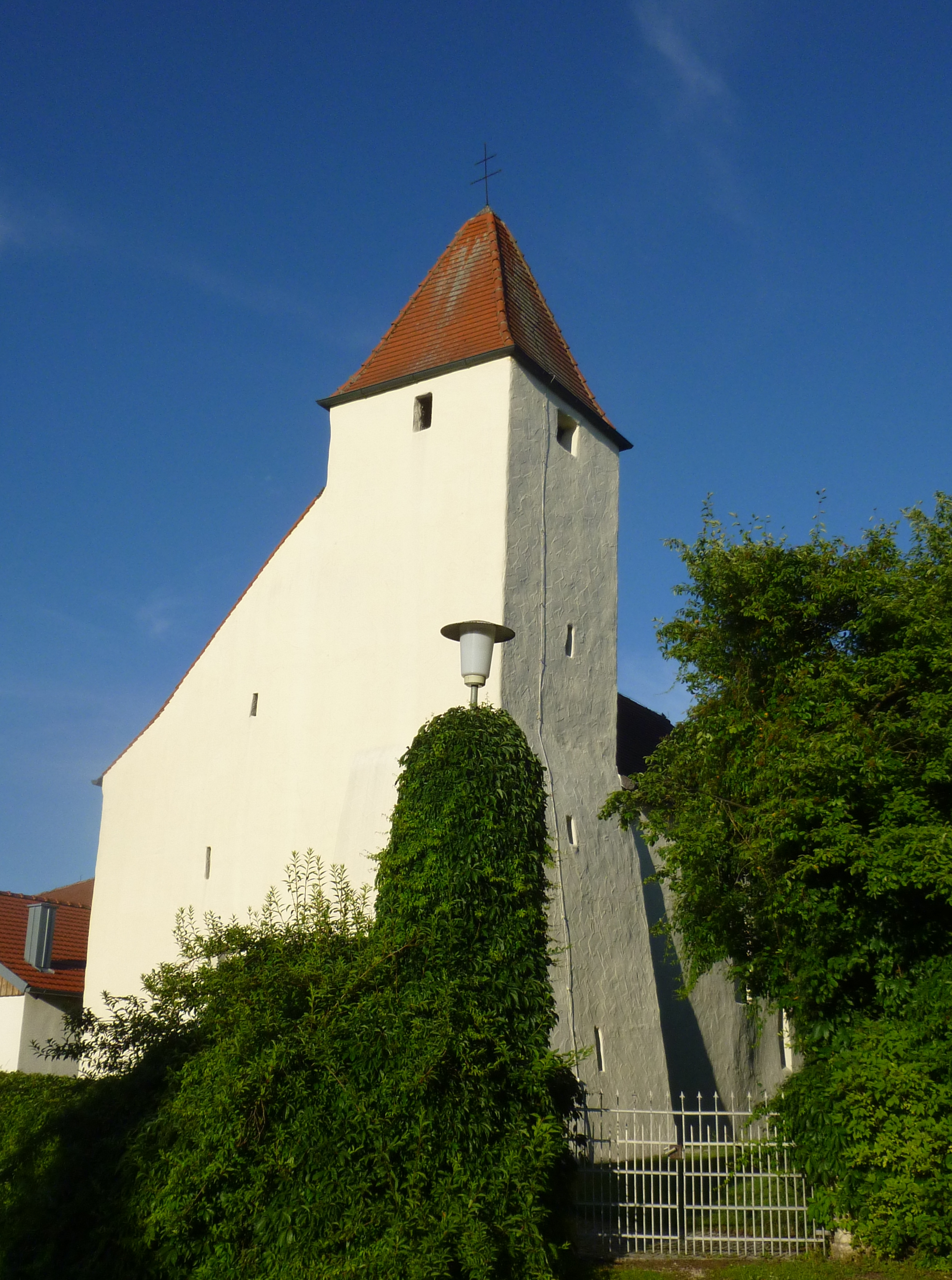
Katholische Nebenkirche St. Salvator in Naabsiegenhofen

## Beschreibung
Von der Burg hat sich nur die ehemalige Burgkapelle St. Salvator erhalten; auf dem Urkataster von Bayern von ca. 1830 ist noch eine Mauer um die St.-Salvator-Kirche zu erkennen, eventuell eine frühere und heute abgegangene Befestigungsanlage.